# ヘルムート・コイニク
ヘルムート・コイニク（Helmut Koinigg、1948年11月3日 - 1974年10月6日）は、オーストリア・ウィーン出身のレーシングドライバーである。
ヘルムート・コイニグと表記されることもある。

## プロフィール

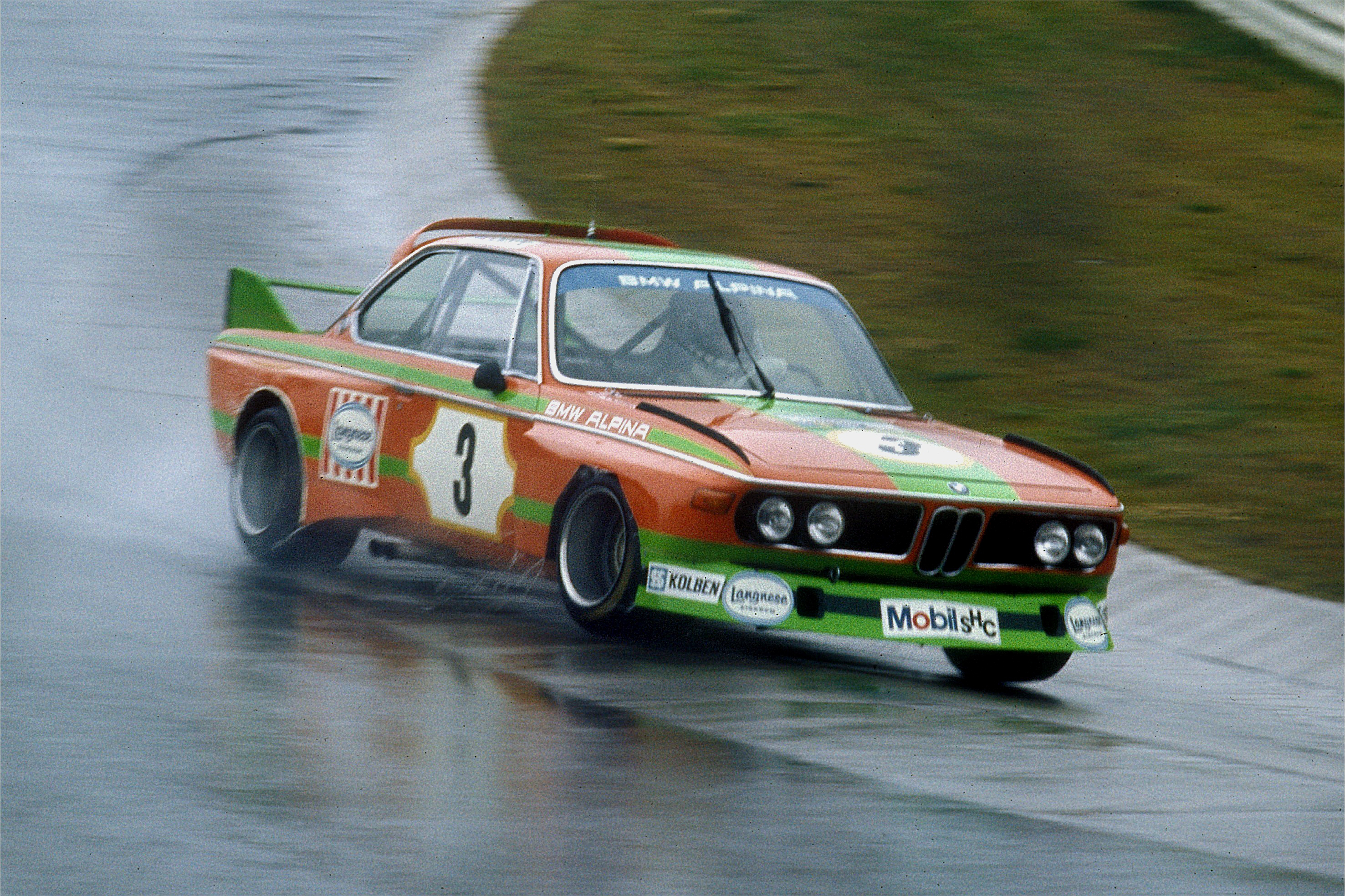
ニュルブルクリンクでBMW アルピナ・3.0 CSLを駆るコイニク（1974年7月13日）

フォーミュラ・スーパーヴィー、フォーミュラ・フォード、ツーリングカーなどで活躍。ル・マン24時間レースにも参戦経験がある。
1974年8月17日、ブラバムのマシンを使用するプライベーターチーム・スクデリア・フィノットから、地元である第12戦オーストリアGPにエントリー。しかし、この際は予選落ちに終わっている。9月22日、第14戦カナダグランプリからは、ドライバーが移籍しシートの開いていたサーティース・チームから参戦。予選を22位で通過し、10位で完走した。

### 事故死
デビューから2週間後、ワトキンズ・グレン・サーキットにて開催された最終戦アメリカGPにも参戦したコイニクは、予選を23位で通過、2戦連続の決勝進出を果たした。しかし迎えた10月6日の決勝中、10周目のチュート・カーブでサスペンショントラブルに見舞われた。
曲がらないまま三段ガードレールに接触したマシンは、跳ね返ることなくそのままガードレール最下段を突き破って直進し、別箇所のガードレールに激突してようやく停止した。この事故で、コイニクはマシン上部もろとも首を切断され即死した。凄惨な事故に至った原因は、ガードレールの構造上の欠陥とされている。

## 補足
- ワトキンスグレンでは1973年にもフランソワ・セベールが体を足から鎖骨まで真っ二つに引き裂かれるという形で事故死しており、2年連続で同じ月日に同じサーキットで凄惨な事故が起こる結果となった。
- 斬首というかたちでの死亡事故は、1960年ベルギーGPのクリス・ブリストウ以来2例目である。

## レース戦績

### F1
| 年     | 所属チーム           | シャシー | 1   | 2   | 3   | 4   | 5   | 6   | 7   | 8   | 9   | 10  | 11  | 12      | 13  | 14     | 15      | WDC       | ポイント |
| ------ | -------------------- | -------- | --- | --- | --- | --- | --- | --- | --- | --- | --- | --- | --- | ------- | --- | ------ | ------- | --------- | -------- |
| 1974年 | ブラバム／フィノット | BT42     | ARG | BRA | RSA | ESP | BEL | MON | SWE | NED | FRA | GBR | GER | AUT DNQ | ITA |        |         | NC (33位) | 0        |
| 1974年 | サーティース         | TS16     |     |     |     |     |     |     |     |     |     |     |     |         |     | CAN 10 | USA Ret | NC (33位) | 0        |

### ル・マン24時間レース
| 年     | チーム                    | 使用車両            | コ・ドライバー                      | 順位 | リタイア原因 |
| ------ | ------------------------- | ------------------- | ----------------------------------- | ---- | ------------ |
| 1973年 | フォード モーターワークス | フォード・カプリ LV | ジャン・ビナティエ ジェリー・ビレル | DNF  | バルブの損傷 |
| 1974年 | マティーニ レーシング     | ポルシェ カレラ RSR | マンフレッド・シュルティ            | DNF  | 火災         |